# 산동초등학교 고례분교
산동초등학교 고례분교는 경상남도 밀양시 단장면 고례리 1520에 있었던 분교이다.

## 연혁
- 1946.04.20 산동국민학교 고례분교장 설립인가
- 1949.05.17 고례국민학교 개교
- 1967.04.12 벽지학교 지정
- 1992.03.01 산동국민학교 고례분교장
- 1996.03.01 산동초등학교 고례분교장
- 1998.03.01 폐교